# 粟色突吻鱈
粟色突吻鱈，為輻鰭魚綱鱈形目鼠尾鱈科的其中一種，分布於東印度洋海域，深度可達1760公尺，體長可達74公分，屬深海底棲性魚類，棲息在大陸坡底層水域，生活習性不明。

## 扩展阅读
維基物種上的相關：粟色突吻鱈